# Томас Нілл (плавець)
Томас Нілл (англ. Thomas Neill, 9 червня 2002) — австралійський плавець.
Призер Олімпійських Ігор 2020 року.
Призер Чемпіонату світу з плавання серед юніорів 2019 року.